# 法爾科 (阿拉巴馬州)
法爾科（英語：Falco）是一個位於美國阿拉巴馬州卡溫頓縣的非建制地區。該地的面積和人口皆未知。

## 地理
法爾科的座標為31°02′57″N 86°37′06″W / 31.04916°N 86.61833°W，而該地最高點為海拔高度74米（即243英尺）。